# Алехандро Вильянуэва (стадион)
Алехандро Вильянуэва (исп. Estadio Alejandro Villanueva), также известный как Матуте (исп. Matute), — футбольный стадион, расположенный в городе Лима, столице Перу. Вместимость стадиона составляет около 35 000 зрителей. Алехандро Вильянуэва — домашняя арена футбольного клуба «Альянса Лима». Стадион носит имя выдающегося футболиста Алехандро Вильянуэвы, выступавшего за «Альянса Лиму» с 1927 по 1943 год.
Стадион был открыт 27 декабря 1974 года матчем между «Альянса Лимой» и уругвайским «Насьоналем». Игра завершилась со счётом 2:2 и проходила в рамках турнира с участием 4-х команд (двумя другими были аргентинский «Индепендьенте» и перуанский «Университарио»). Первоначально стадион назывался «Альянса Лима» и был назван в честь Алехандро Вильянуэвы в 2000 году. В 1975 году стадион принял у себя 3 матча сборной Перу на Кубке Америки 1975. На том турнире не было страны-хозяйки, и сборные проводили между собой по 2 матча (дома и в гостях). Помимо этого турнира на стадионе сборная Перу провела ряд товарищеских встреч, а также заключительный матч отборочного турнира чемпионата мира 2010 против Боливии, не имевший никакого турнирного значения.